# Thankmar (Liudolfinger)
Thankmar (* 900/906; † 28. Juli 938 auf der Eresburg) aus dem sächsischen Geschlecht der Liudolfinger war der älteste Sohn des ostfränkischen Königs Heinrichs I. aus dessen erster Ehe mit Hatheburg von Merseburg. Heinrich I. schloss seinen Sohn Thankmar bereits zu Lebzeiten ausdrücklich von der Thronfolge aus. Damit setzte sich Heinrich I. in offenen Widerspruch zur fränkischen Tradition, die eine Aufteilung der Herrschaft unter den männlichen Nachkommen vorsah. Diese Übergehung und die Vorenthaltung des mütterlichen Erbes brachten Thankmar zunächst in Opposition zum Vater. Nachdem Thankmars Halbbruder, der neue König Otto I., ihn neuerlich überging und die Legation, also den militärischen Oberbefehl an der Saale und der mittleren Elbe, an den späteren Markgrafen Gero vergab, verbündete sich Thankmar mit dem Grafen Wichmann sowie Herzog Eberhard von Franken gegen den König und stürzte Ottos Königsherrschaft gleich zu Beginn in eine tiefe Krise.
Thankmar brachte die Burg Belecke bei Warstein in seine Gewalt, wo sich sein Halbbruder Heinrich verschanzt hatte, den er dem Frankenherzog auslieferte. Da aber beim Kampf um Burg Belecke Gebhard, der Neffe des Schwabenherzogs Hermann I., gefallen war, stellte sich Hermann I. nun hinter König Otto I. und spaltete damit das Lager der Konradiner um Thankmars Verbündeten Eberhard von Franken.
Wichmann söhnte sich wenig später mit Otto aus, Thankmar ergab sich am 28. Juli 938 auf der Eresburg Eberhard von Franken, wurde aber von dessen Männern in der Burgkapelle angegriffen und hinterrücks mit einem Speer durchbohrt. Eberhard von Franken, der nun isoliert war, unterwarf sich daraufhin ebenfalls dem König, wurde verbannt, kurze Zeit danach aber begnadigt und wieder in seine Ämter eingesetzt.

## Leben
Thankmar war etwa sieben bis zwölf Jahre älter als Otto I. Er war Sohn von Heinrich und dessen erster Frau Hatheburg, der Tochter des Merseburger Grafen Erwin, die der König nicht nur wegen ihrer Schönheit, sondern auch wegen ihrer Besitztümer geheiratet hatte. Das Merseburger Gebiet liegt mit den reichen Gütern im Hassegau mit dem Zentrum Seeburg an den Mansfelder Seen und im Friesenland zwischen Harz, Saale und Unstrut. Allerdings war Hatheburg bereits auf dem Weg, Nonne zu werden oder war es bereits, weswegen der Bischof von Halberstadt gegen die Eheschließung protestierte. Heinrich wehrte sich zunächst erfolgreich gegen den Bischof, nahm aber dessen Argumentation auf, als er sich in die schöne, reiche und hochadlige Mathilde, eine Nachkommin Herzog Widukinds, verliebt hatte und einen Trennungsgrund benötigte. Nach drei Jahren Ehe schickte er Hatheburg zurück ins Kloster; ihr Erbe behielt er.
Auch wenn die Verbindung später annulliert wurde, konnte Thankmar sich nach sächsischem Recht (Sachsenspiegel) als „vollbürtig“ betrachten. Deshalb stand ihm wenigstens der Besitz seiner Mutter zu, wenn nicht sogar auch – nach dem Prinzip der Universalsukzession – Teile des väterlichen Reiches. Das Testament Heinrichs I. war zwar bezüglich der Thronfolge nicht eindeutig, schloss Thankmar jedoch relativ klar davon aus, da er mit Teilen des mütterlichen Besitzes und anderweitig abgefunden wurde.
Graf Siegfried von Merseburg starb im Jahre 937. Die Grafschaft war Teil des Gebietes, das Hatheburg in die Ehe gebracht hatte, und Thankmar erhob Anspruch darauf, da er auch mit dem Grafen verwandt war (Hatheburgs und Siegfrieds Mütter waren Schwestern gewesen). Otto aber gab es an Siegfrieds jüngeren Bruder Gero, was Thankmar verärgerte.

## Aufstand gegen Otto I.

### Weitere Beteiligte

#### Wichmann Billung
Otto I. hatte 936 über die Benennung eines neuen Heerführers zum Grenzschutz an der unteren Elbe zu entscheiden; seine Wahl fiel auf Hermann Billung. Darüber war dessen Bruder Wichmann erbost, da ihm seiner Meinung nach als dem Älteren und Ranghöheren der beiden – er war mit einer Schwester Mathildes verheiratet – dieses Amt zustand. Wichmann entfernte sich mit der Entschuldigung, er sei krank, vom Heer, das sich gerade auf einem Slawenfeldzug befand. Er war der Erste, der vom König abfiel. Wichmann wird von Widukind von Corvey als ein mächtiger und tapferer Mann beschrieben, kriegserfahren und intelligent.

#### Eberhard von Franken
Eberhard von Franken hatte von seinem Vasallen Bruning aus dem Stamm der Sachsen die Huldigung verlangt, die dieser aus Stolz mit der Begründung verweigerte, als Sachse habe er nur noch dem König zu dienen. Eberhard begann mit Bruning eine Fehde, brannte die Burg Helmern (nahe dem fränkischen Herzogtum) nieder und tötete alle Bewohner. Der König war über diese Selbstjustiz erzürnt, verurteilte Eberhard zur Abgabe von Pferden im Wert von 100 Pfund und seine Heerführer zur schimpflichen Strafe des Hundetragens. Mit dieser Strafe wollte Otto das Recht des Adels auf Fehde und Selbstjustiz aus beleidigter Ehre eindämmen. Damit stand er allerdings in Widerspruch zur damaligen Rechtsauffassung seiner adligen Umgebung. Eberhard sah daher diese Strafe nicht ein und fühlte sich gedemütigt und zum Widerstand herausgefordert, um seine Ehre wiederherzustellen.
Eberhard gehörte zur Familie der Konradiner und war der jüngere Bruder Konrads I. Er war zur damaligen Zeit eine wichtige Persönlichkeit, galt als Königsmacher und hatte großen Einfluss. Durch seinen Thronverzicht war Heinrich I. an die Macht gekommen. Otto wollte Eberhard wohl in die Schranken weisen. Auch wenn die Tat im Sinne des Königs gewesen sein mag, so handelte Eberhard doch als autonome Zwischengewalt. Durch die Strafe bekräftigte Otto die Zentralgewalt des Königs.

#### Otto I.
Diese Art der Vergabepolitik war typisch für Otto I. Sein Herrschaftsstil unterschied sich stark von dem seines Vaters. Heinrich I. hatte sich unter Gleichen hervorgearbeitet, war primus inter pares. Bei der Vergabe von Ämtern und Lehen spielten Schwurfreundschaften eine große Rolle. Fürsten waren „amici“, Freunde (Widukind von Corvey I, 26, 27, 30). Otto hingegen hatte ein anderes Herrschaftsbewusstsein. Er stand dem Adel vor.

### Verlauf des Aufstandes
Die Personalpolitik des Königs führte zu großer Unzufriedenheit innerhalb der sächsischen Großen. Thankmar nahm Kontakt mit Eberhard und Wichmann auf. Thankmar belagerte die Festung Belecke (an der Möhne), in der sich sein Halbbruder Heinrich aufhielt. Heinrich wurde von Thankmar verschleppt. Da aber beim Kampf um Belecke Gebhard, der Neffe des Schwabenherzogs Hermann I., gefallen war, stellte sich Hermann I. nun hinter König Otto I. und spaltete damit das Lager der Konradiner.
Das nächste Ziel war die Eresburg, die Thankmars Stützpunkt für Raubzüge wurde. Hier trennte sich Eberhard von Thankmar und nahm Heinrich mit. Er ging nach Laer. Der Wettiner Dedi starb bei der Belagerung Eberhards vor den Toren. Dies war der Grund für Wichmann, von den Verschwörern abzufallen und zum König zurückzukehren. Der König war über das Geschehen nicht erfreut und zog laut Widukind unwillig im Juli 938 nach der Eresburg. Als Thankmar seinen Bruder mit dem Heer sah, zog er sich in die Festung zurück. Die Besatzer sahen das Heer und öffnen am 28. Juli 938 die Tore. Thankmar flüchtete in die Kirche. Die Männer Heinrichs folgten ihm. Er stand vor dem Altar und legte seine Waffen und seine goldene Halskette dort nieder, was ein Zeichen für den Verzicht auf alle Ansprüche darstellte. Thiatbold, einer der Angreifer, verletzte ihn, was Thankmar ihm zurückgab (er starb in Raserei). Ein Vasall namens Maincia tötete ihn durch das Fenster mit einem Speer und raubte die Kette und die Waffen. Als Otto dies hörte, war er bestürzt und trauerte um Thankmar. Dessen Getreue allerdings bestrafte er mit dem Tod.
Eberhard war nun isoliert. Er warf sich zu Heinrichs Füßen und bat um Verzeihung. Heinrich vergab ihm unter der Bedingung, wie es nach Widukind heißt, dass er ihm die Königskrone auf schändliche Weise beschaffen werde. Heinrich legt bei Otto ein Wort für Eberhard ein; dieser wurde für einen Monat auf die Burg Hildesheim verbannt und schnell rehabilitiert. Diesen Schwur löste er im Aufstand Heinrichs gegen Otto I. ein.